# Homalodoteri
L'homalodoteri (Homalodotherium) és un gènere extint de notoungulats, un grup de mamífers ungulats prehistòrics originaris de Sud-amèrica.
L'homalodoteri mesurava uns 2 metres de llarg i tenia potes anteriors llargues dotades d'urpes en lloc de peülles. Caminava sobre les plantes de les potes posteriors i els dits de les potes anteriors, de manera que l'animal tenia les espatlles més altes que el maluc quan caminava d'aquesta manera. És probable que fos almenys parcialment bípede, sent capaç de baixar les branques dels arbres amb els braços mentre s'alçava sobre les potes posteriors. Altres animals prehistòrics i vivents també han desenvolupat aquest estil d'alimentació. En són exemples els calicotèrids, els peresosos terrestres, el panda gegant i possiblement els dinosaures terizinosauroïdeus.